# Bresles
Bresles – miejscowość i gmina we Francji, w regionie Hauts-de-France, w departamencie Oise.
Według danych na rok 1990 gminę zamieszkiwały 3653 osoby, a gęstość zaludnienia wynosiła 174 osoby/km² (wśród 2293 gmin Pikardii Bresles plasuje się na 55. miejscu pod względem liczby ludności, natomiast pod względem powierzchni na miejscu 67.).